# 学誠
学誠（がくせい、1966年10月3日 （旧暦の8月19日）- ）は、中華人民共和国の僧侶。

## 略歴
福建省仙遊県出身。1982年に出家し、円拙法師について学ぶ。1991年中国仏学院にて修士号を取得。福建莆田広化寺、陝西省扶風法門寺、北京龍泉寺住職、中国共産党諮問機関の委員などを歴任。

### 受賞歴
- 2010年、バングラデシュのアティーシャ大師平和金賞

#### 名誉学位
- 2007年、タイのチュラロンコン仏教大学より教育行政学の名誉博士号
- 2011年、全インド比丘僧伽会より三蔵大法師博士号

### 役職歴
- 中国仏教協会会長
- 世界仏教徒連盟（WFB）副会長
- 中国仏学院院長
- 福建省仏教協会会長
- 福建省莆田（ほでん）広化寺（こうかじ）、陝西省扶風法門寺（ふふうほうもんじ）、北京龍泉寺の住職
- 中国人民政治協商会議常務委員会委員
- 中国宗教界平和委員会（CCRP）副主席
- 北京師範大学宗教と人文高等研究院副院長
- 中国仏教協会機関誌『法音』の編集長

### 性交強要疑惑
2018年に少なくとも6人の尼僧に性交渉を促せるセクハラメールを送っていたことが発覚したため、当局の捜査を受けていた。そのうち4人が住職による「自分との性行為は仏教研究の一環だ」とマインドコントロールされて、実際に性交させられたと見られる。
また、同時期に竜泉寺の僧侶らにも告発され、竜泉寺における違法増築問題や僧団から受け取った巨額な寄付金が個人の口座に流用される疑惑も浮上したため、同年8月15日に中国仏教協会会長を辞任。のちに竜泉寺の住職及び中国人民政治協商会議委員、全国政協民族和宗教委員会副主任の職も失職した。